# Manfred Kossok
Manfred Kossok (* 18. Mai 1930 in Breslau; † 27. Februar 1993 in Leipzig) war ein deutscher Historiker. Seine Spezialgebiete waren die Geschichte der Neuzeit, die vergleichende Revolutionsgeschichte mit Schwerpunkt Französische Revolution und die Geschichte Lateinamerikas.

## Leben
Manfred Kossok absolvierte 1944/1945 eine Lehre als Schuhmacher. 1947 wurde er aus dem Internierungslager Lamsdorf entlassen und siedelte nach Wittichenau um.
Von 1950 bis 1954 studierte er Geschichte, Literatur und Philosophie an der Universität Leipzig. Danach arbeitete er als Wissenschaftlicher Assistent und wurde 1957 mit der Arbeit Die sozialökonomische Struktur des Vizekönigreiches Rio de la Plata zum Dr. phil. promoviert. 1962 habilitierte er mit der Arbeit Deutschland und die südamerikanische Frage 1815–1830. Eine Studie zur Politik der deutschen Staaten gegenüber der lateinamerikanischen Unabhängigkeitsbewegung. Wichtige akademischen Lehrer von Manfred Kossoks waren Walter Markov sowie Ernst Bloch und Hans Mayer.
1962 wurde er Dozent an der Philosophischen Fakultät der Universität Leipzig, 1963 wurde er zum Professor mit Lehrauftrag und 1966 zum Professor mit vollem Lehrauftrag für Allgemeine Geschichte der Neuzeit an die Philosophische Fakultät der Karl-Marx-Universität Leipzig berufen. Von 1969 bis 1992 war er ordentlicher Professor für Allgemeine Geschichte der Neuzeit und Geschichte der internationalen Arbeiterbewegung 1500–1917 an der Sektion Geschichte der Universität Leipzig. 
Manfred Kossok war von 1964 bis 1968 Prorektor für Gesellschaftswissenschaften der Universität Leipzig. Von 1990 bis 1992 war er Direktor des Institutes für Kultur- und Universalgeschichte der Universität Leipzig.
Kossok war als Gastprofessor in Kolumbien, Peru, Chile, Uruguay, Kuba und in den USA tätig. 

## Ehrungen
- 1972: Mitglied der Akademie der Wissenschaften der DDR (bis 1975 Korrespondierendes Mitglied, danach Ordentliches Mitglied)
- 1975: Vaterländischer Verdienstorden der DDR in Bronze
- 1977: Nationalpreis der DDR III. Klasse
- 1986: Stern der Völkerfreundschaft in Gold
- 1989: Ehrendoktor der Universität José Sánches Carrión in Huacho, Peru

## Schriften
Monographien
- Im Schatten der Heiligen Allianz. Deutschland und Lateinamerika 1815–1830. Akademie-Verlag, Berlin 1964.
- Vergleichende Geschichte der neuzeitlichen Revolutionen. Akademie-Verlag, Berlin 1981.
- In tyrannos. Revolutionen der Weltgeschichte von den Hussiten bis zur Pariser Commune. Edition Leipzig, Leipzig 1989, ISBN 3-361-00206-0.
- Am Hofe Ludwigs XIV. Edition Leipzig, Leipzig 1989, ISBN 3-361-00267-2.
- 1492. Die Welt an der Schwelle zur Neuzeit. Edition Leipzig, Leipzig 1992, ISBN 3-361-00370-9.
- Jörn Schütrumpf (Hrsg.): Sozialismus an der Peripherie. Späte Schriften. Dietz, Berlin 2016, ISBN 978-3-320-02324-9.

Herausgeberschaften
- Autorenkollektiv unter Leitung von Manfred Kossok: Allgemeine Geschichte der Neuzeit. 1500–1917. Deutscher Verlag der Wissenschaften, Berlin 1988, ISBN 3-326-00053-7.
- Autorenkollektiv unter Leitung von Hans Piazza und Hella Kaeselitz: Allgemeine Geschichte der neuesten Zeit. 1917–Gegenwart. Deutscher Verlag der Wissenschaften, Berlin 1988, ISBN 3-326-00288-2.
- mit Editha Kross: Proletariat und bürgerliche Revolution. Akademie-Verlag, Berlin 1990, ISBN 3-05-000684-6.
- Autorenkollektiv unter Leitung von Bernhard Töpfer: Allgemeine Geschichte des Mittelalters. 2. Auflage. Deutscher Verlag der Wissenschaften, Berlin 1991, ISBN 3-326-00147-9.
- Autorenkollektiv unter Leitung von Heinz Kreißig: Griechische Geschichte bis 146 v.u.Z. 4. Auflage. Deutscher Verlag der Wissenschaften, Berlin 1991, ISBN 3-326-00614-4.

Aufsätze
- Kolonialbürgertum und Revolution. Über den Charakter der hispanoamerikanischen Unabhängigkeitsbewegung (1810–1826). In: Wissenschaftliche Zeitschrift der Karl-Marx-Universität Leipzig. Gesellschafts- und sprachwissenschaftliche Reihe. Jahrgang 7, Heft 3, 1957/1958, S. 219–256.
- Preußen, Bremen und die „Texas-Frage“ 1835–1845. In: Bremisches Jahrbuch. Jahrgang 49, 1964, S. 73–104.
- Karl Marx und die Grundlegung wissenschaftlicher Revolutionsauffassung. In: Zeitschrift für Geschichtswissenschaft. Jahrgang 28, 1980, S. 99–118.
- Mögen die Kolonien verderben! 1789 und die koloniale Frage. In: Zeitschrift für Geschichtswissenschaft. Jahrgang 38, Heft 6, 1990, S. 483–497.
- 1789 und das Problem der klassischen Revolution. In: Jahrbuch für Geschichte. Jahrgang 39, 1990, S. 9–29.